# Статиљијана (Пистоја)
Статиљијана је насеље у Италији у округу Пистоја, региону Тоскана.
Према процени из 2011. у насељу је живело 106 становника. Насеље се налази на надморској висини од 302 м.